# Tayliah Zimmer
Tayliah Zimmer (Barham, 24 maggio 1985) è una nuotatrice australiana.
Specializzata nel dorso ha vinto la medaglia di bronzo nei 50 m dorso ai Campionati mondiali di Melbourne 2007.
Ha conquistato 3 argenti ai mondiali in vasca corta di Shanghai 2006 (50 m, 100 m e 200 m dorso) e ha vinto l'oro, con l'attuale record del mondo (3'51"84), nella staffetta 4x100 m mista assieme alle sue compagne di nazionale Jade Edmistone, Jessica Schipper e Lisbeth Lenton.

## Palmarès
- Mondiali

Melbourne 2007: bronzo nei 50m dorso.
- Mondiali in vasca corta

Indianapolis 2004: argento nei 200m dorso.
Shanghai 2006: oro nella 4x100m misti e argento nei 50m dorso, nei 100m dorso e nei 200m dorso.
- Giochi del Commonwealth

Melbourne 2006: bronzo nei 50m dorso.